# William Ramsay
Sir William Ramsay (Glasgow, 2. listopada 1852. – High Wycombe, 23. srpnja 1916.), škotski kemičar koji je otkrio plemenite plinove. Za to je otkriće dobio Nobelovu nagradu za kemiju 1904.
Rođen je u Glasgowu 2. listopada 1852., gdje je i studirao na Sveučilištu Glasgow pod vodstvom Thomasa Andersona. Poslije toga odlazi u Njemačku na Sveučilište u Tübingenu, gdje kod Wilhelma Rudolpha Fittiga doktorira na ispitivanju toluičnih i nitrotoluičnih kiselina. Vratio se u Glasgow, gdje postaje Andersonov asistent u Andersonovom Koledžu. Profesor kemije u Bristolu postaje 1879. Tada je najviše radio u polju fizikalne kemije, odnosno na stehiometriji i termodinamici, kao i na evaporaciji i disocijaciji. Naslijedio je Alexandera Williamsona na prestižnom mjestu šefa katedre za kemiju na University Collegeu u Londonu. Tu je napravio najvažnija otkrića. Već u periodu od 1885. do 1890. objavljuje nekoliko značajnih radova o dušičnim oksidima.
John William Strutt Rayleigh je u travnju 1894. održao predavanje, kojem je prisustvovao William Ramsay. Rayleigh je otkrio razliku gustoće dušika dobivenog kemijskom sintezom i dušika izoliranog iz zraka uklanjanjem poznatih komponenti. Poslije kratke diskusije o tom problemu, Ramsay je odlučio to istražiti. Do kolovoza Ramsay je otkrio tešku komponentu zraka, koja dotad nije bila poznata i koja nije imala bilo kakve kemijske reakcije. Taj plin su nazvali „argon“. Sljedećih godina otkriva neon, kripton i ksenon. On je također izolirao helij, koji je primjećen u spektru Sunca, ali nije bio nađen na zemlji. Helij je izolirao 1895. dok je tražio izvor argona. Bio je vođen Mendeljejevljevim periodnim sustavom, tako da je sistematski istraživao nedostajuće veze u novim grupama elemenata i tako je zapravo otkrio neon, kripton i ksenon (1898.). Tijekom 1910. izolirao je i radon.
Umro je 23. srpnja 1916. u mjestu High Wycombe.